# Krallenzehe

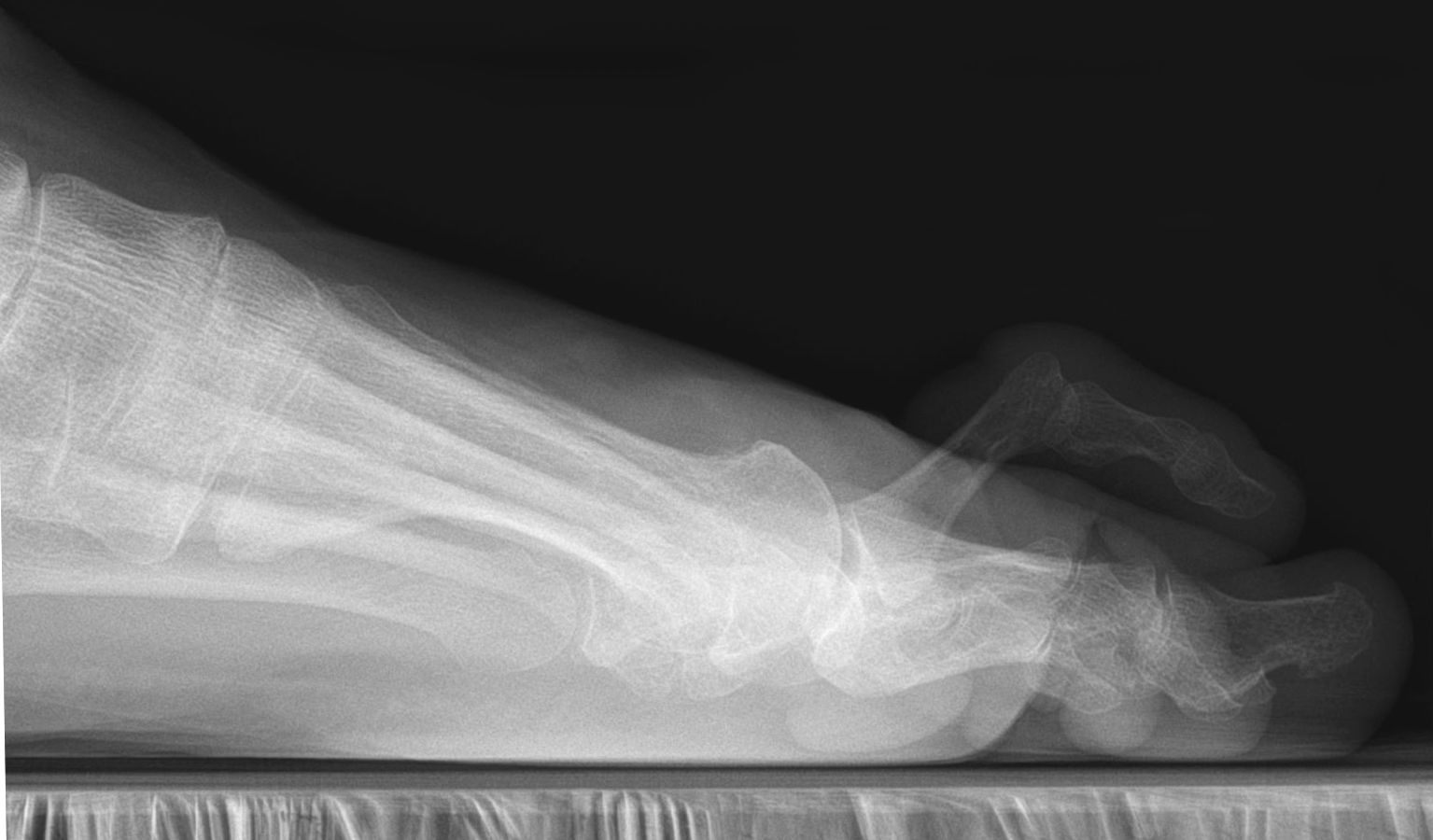
Seitliches Röntgenbild von einer Krallenzehe (2. Zehe) mit deutlich überstrecktem Grundgelenk. Die Zehenspitze liegt nicht mehr dem Boden auf. Die Patientin litt auch an einem Hallux valgus.

Bei der Krallenzehe handelt es sich um eine Fehlstellung der Zehen durch Kontraktion der Beuge- und Streckmuskulatur des Fußes. Die Zehenkuppen erreichen oft den Boden nicht, das Zehengrundgelenk ist komplett oder fast ausgerenkt (Luxation oder Subluxation).
Die Folgen sind oft Druckbelastungen im dorsalen Bereich der Zehengelenke, Hühneraugen, Läsionen usw.